# Renthofbrunnen (Kassel)

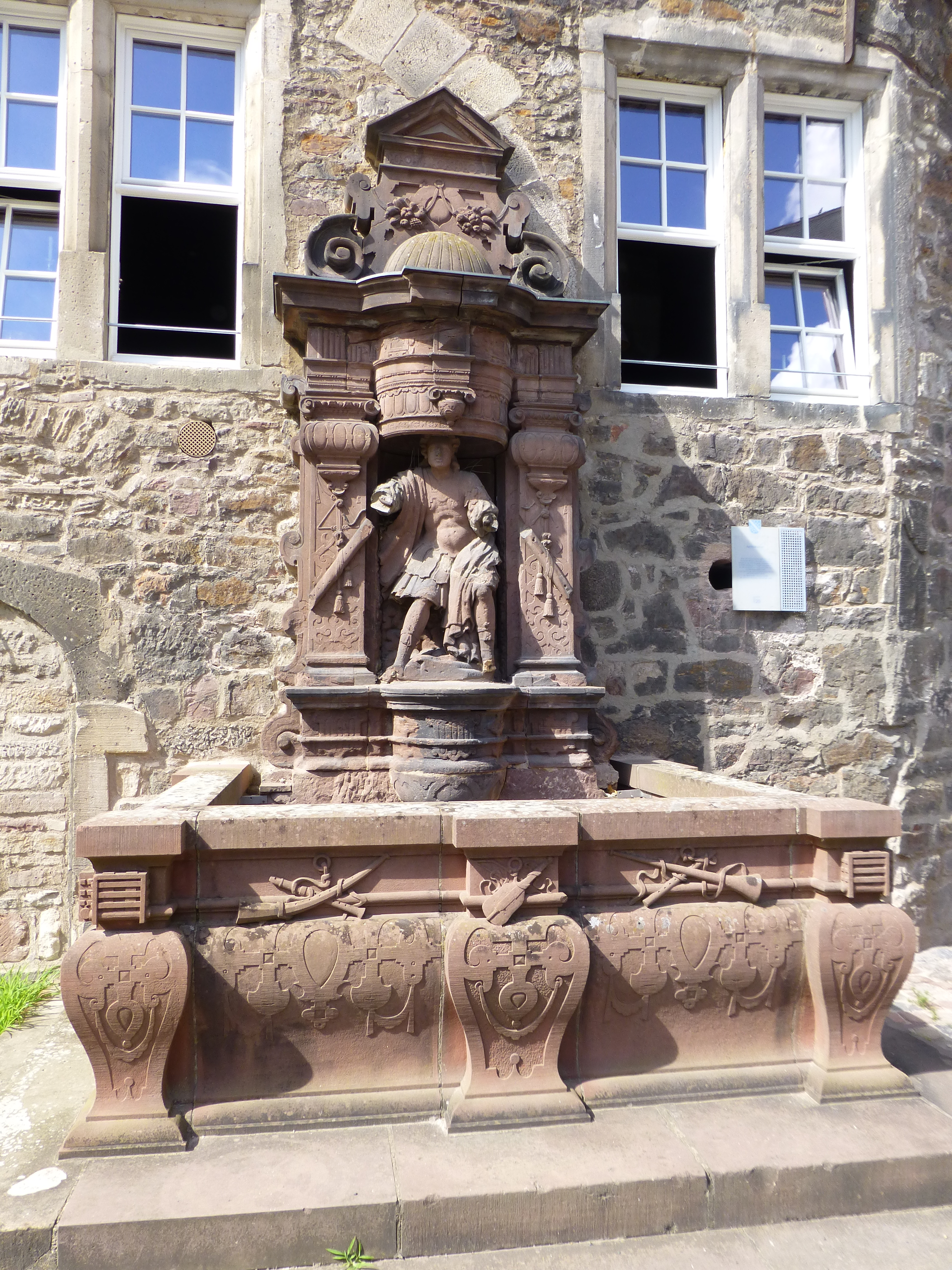
Der Renthofbrunnen

Der Renthofbrunnen (häufig auch Apollobrunnen genannt) ist ein um das Jahr 1600 entstandener Brunnen an der Außenfassade des Renthof in Kassel. Das unter Denkmalschutz stehende Monument aus der Epoche der Renaissance ist der älteste, noch erhaltene Brunnen der Stadt.

## Geographische Lage
Der Renthofbrunnen befindet sich im Osten des Kasseler Stadtteils Mitte an der Südseite des Gebäudekomplexes Renthof, der zwischen den Straßen Brüderstraße (Nordwesten), Kettengasse (Nordosten), Die Schlagd (Südosten; an der Fulda) und Renthof (Südwesten) steht. In der Nachbarschaft von Brunnen und Renthof befinden sich die Alte Brüderkirche, die von Kassel-Mitte über die Fulda zur Kasseler Unterneustadt führende Walter-Lübcke-Brücke, das Regierungspräsidium Kassel und das Rondell. Am Brunnen liegt ein Parkplatz.

## Beschreibung
Dem Wandbrunnen aus rötlichem Sandstein ist ein rechteckiges Wasserbecken vorgelagert. Der reich geschmückte Wandaufbau gliedert sich in drei Zonen. Zuunterst befindet sich ein nach außen gewölbter Sockel. Der Mittelteil beherbergt in einer von zwei seitlichen Pilastern mit ionischen Kapitellen eingerahmte Nische, eine beinahe vollplastische und stark bewegte ausgebildete sitzende Figur eines Mannes in antikem Kostüm. Bekrönt wird das Wandfeld durch einen auf einem Gesims sich aufbauenden Giebelfeld mit einem großen die Nische überdeckenden Baldachin. Das 2,70 Meter breite Brunnenbecken trägt als Dekoration neben seinem ornamentalen Schmuck aus Beschlagwerk zahlreiche Musikinstrumente und Notenbücher. 

## Geschichte

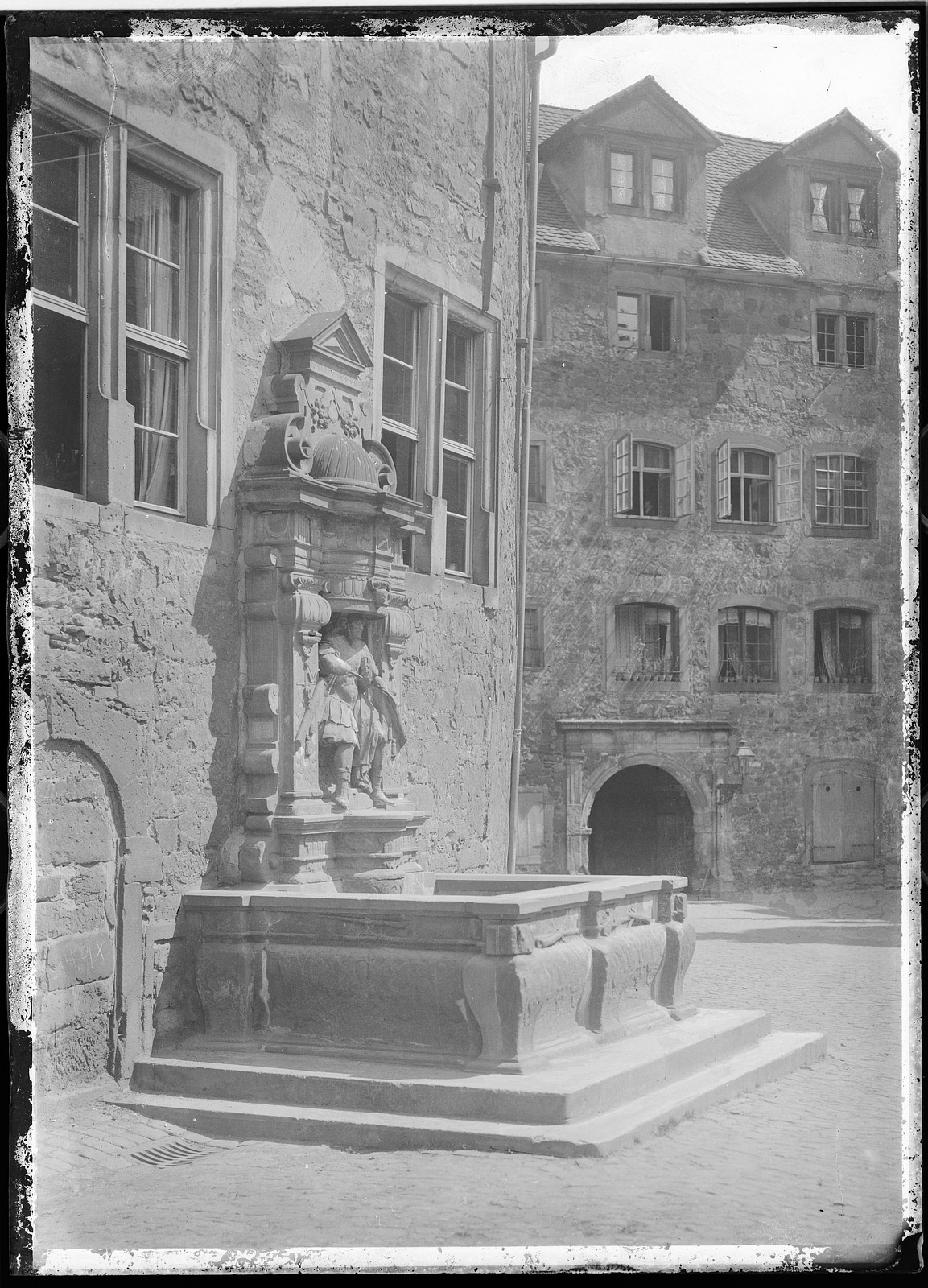
Der Renthofbrunnen im Hof des historischen Renthofes, um 1930.

In der Literatur wird die Entstehungszeit des Brunnens mit der Regierungszeit von Landgraf Moritz von Hessen-Kassel gleichgesetzt. Es wird angenommen, dass der Brunnen mit seinen zahlreichen musikalischen Symbolen in der Zeit, als das ehemalige Kloster ab 1595 zur Hofschule umgewidmet wurde in dessen Innenhof aufgestellt worden ist. Aus der Hofschule entstand 1598 das Collegium Mauritianum, das insbesondere für seine musikalische Ausbildung bekannt ist. Eine Zuschreibung an den 1607 verstorbenen hessischen Hofbildhauer Wilhelm Vernuken wurde erstmals in den 1930er Jahren von Walter Kramm getroffen. Insbesondere stilistischen Vergleiche zur Kapelle der Wilhelmsburg in Schmalkalden unterstützen diese These. Die häufig anzutreffende Bezeichnung als Apollobrunnen rührt wohl durch die als Apollon oder Orpheus angesprochene Skulptur in der Nische her. Dass diese jüngere barocke Sandsteinfigur ursprünglich zu der Brunnenanlage gehörte, wird von der Wissenschaft abgelehnt. Bauzeitlich wird sich in der Nische eine Brunnenfigur befunden haben, die weniger gedrängt, den Proportionen der Gesamtanlage angepasst war. An seinem ursprünglichen Standort soll der Brunnen einen durch eine Zuleitung mit Wasser gespeisten Brunnen ersetzt haben und ebenfalls als Laufbrunnen gedient haben. Der Renthofbrunnen wurde zu einem unbekannten Zeitpunkt zwischen 1854 und 1884 vom Innenhof des Gebäudes an eine Außenfassade versetzt. Im Jahr 1893 wurde die Anlage von Adolph von Menzel in einer Bleistiftzeichnung festgehalten. Auch an seinem neuen Standort war das Brunnenbecken mit Wasser gefüllt und mit einem eisernen Brunnenstock im Becken ausgestattet. Nach dem Zweiten Weltkrieg wurde der Gebäudekomplex bis 1965 saniert und als Altersheim genutzt, der Brunnen aber nicht mehr in Betrieb genommen. Das verwitterte Brunnenbecken wurde 1991 durch eine Nachbildung ersetzt. Heute gehört er einem Dentallabor und ist erneut sanierungsbedürftig.